# ロミロミサーモン
ロミロミサーモン（ハワイ語: lomi salmon、lomi-lomi salmon）は、太平洋諸島の副菜で、新鮮なトマトとサーモンを使用したサラダである。初期の西洋の水夫によってハワイに伝えられた。典型的には、塩を振った生のサーモンとトマト、甘タマネギをサイコロ状に切って混ぜる。唐辛子や氷が加えられることもあり、冷たくして提供される。また、サーモンにサイコロ状のトマトとキュウリ、刻んだ甘タマネギを混ぜることもある。
ロミロミサーモンという名前は、塩を振ったサーモンとその他の材料を手でマッサージするように混ぜることから名付けられた。ロミロミとは、ハワイの言葉で「マッサージする」という意味である。
ロミロミサーモンは伝統的にルアウの際に、ポケ、カルアピッグ、ラウラウ、ポイ等とともに食べられる。

## ギャラリー

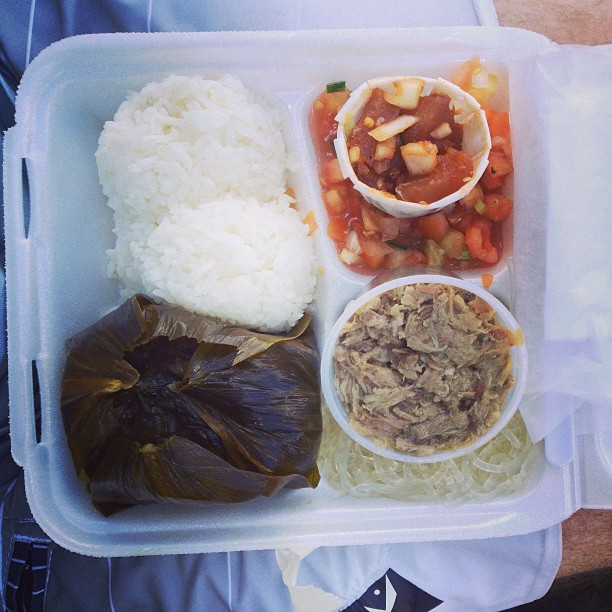
右上にロミロミサーモンが盛り付けられたプレートランチ
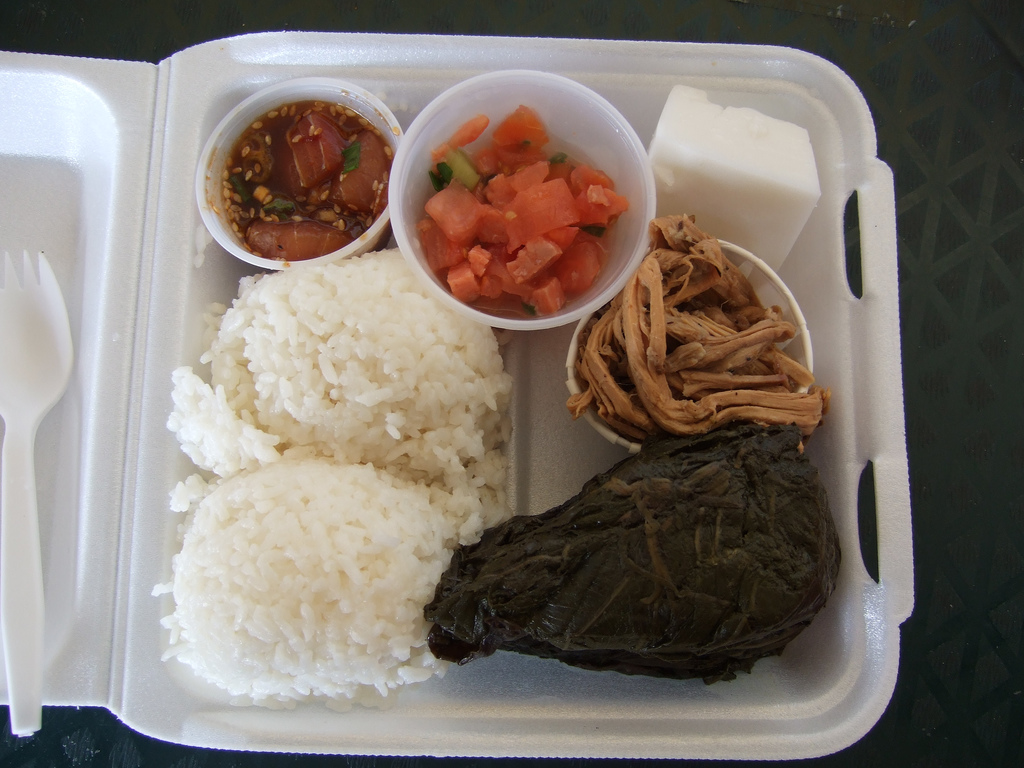
上部中央にロミロミサーモンが盛り付けられたプレートランチ